# Baron Blantyre (Schiff, 1918)
Die Baron Blantyre war ein Ende 1918 in Dienst gestellter, britischer Massengutfrachter der in Glasgow ansässigen Reederei H. Hogarth & Sons; das Schiff war ursprünglich noch unter dem Namen War Duck im Rahmen des britischen Kriegsnotbauprogramms und im Auftrag des Shipping Controllers als sogenanntes Typ-B-Schiff auf Kiel gelegt worden. Bauwerft war die in Greenock sitzende Scotts Shipbuilding and Engineering Company. Der Stapellauf fand am 31. Oktober 1918 statt. Schon gleich nach der Indienstnahme im Dezember 1918 verkaufte der Shipping Controller das Schiff allerdings an die schottische Hugh Hogarth & Sons Ltd., die es unter dem neuen Namen Baron Blantyre einsetzte. Der Frachter geriet im August 1923, auf dem Weg von Port Natal nach Adelaide, aus nicht sicher geklärten Gründen in Verlust, wobei die gesamte Besatzung den Tod fand.

## Technische Daten
Die Baron Blantyre war 121,92 m lang und 15,93 m breit. Der durchschnittliche Tiefgang lag bei 6,10 m, konnte aber bei voller Beladung auf 8,66 m anwachsen. Der aus Stahl gebaute Massengutfrachter war mit 5193 BRT vermessen und diente vorzugsweise dem Transport von Kohle. Die Schiffe des Kriegsnotbauprogramms waren hinsichtlich Entwurf und Konstruktion vergleichsweise einfach gehalten und aus vorgefertigten Baugruppen zusammengesetzt. Diese Teile wurden teils auch von Firmen geliefert, die normal nicht im Schiffbau tätig waren. Die Antriebsanlage war vergleichsweise leistungsschwach und bestand aus zwei Dampfkesseln sowie einer dreizylindrigen Dreifach-Expansionsmaschine; die maximale Leistung lag bei etwa 3.000 PSi, was dem Schiff eine Höchstfahrt von rund 10,5 kn ermöglichte. 

## Verwendung und Untergang
Wie fast alle Schiffe der Hugh Hogarth & Sons Ltd., so kam auch die Baron Blantyre nur in der reinen Trampschifffahrt zum Einsatz. Das Schiff folgte somit nicht einem festen Routenplan, sondern wurde auf Bedarf eingesetzt. Schwerpunkte des Einsatzes waren Fahrten zwischen Europa und der Südafrikanischen Union beziehungsweise zwischen dieser und Australien.
Am 10. August 1923 verließ die Baron Blantyre, unter dem Kommando von Kapitän Frederick Lee, den Hafen von Port Natal mit einer Ladung von rund 8.000 Tonnen Kohle und 36 Besatzungsangehörigen an Bord. Zielhafen war Adelaide. Für die Reise war eine Dauer von knapp drei Wochen einkalkuliert. Ein letzter Funkkontakt zu dem Schiff fand am 15. August 1923 statt. Zu diesem Zeitpunkt stand der Frachter etwa 600 Seemeilen ostsüdostwärts von Fort-Dauphin. Danach meldete sich die Baron Blantyre nicht mehr. Nachdem der Dampfer Anfang September 1923 als überfällig gemeldet worden war, unternahmen mehrere Schiffe, darunter auch die Baron Napier der gleichen Reederei, eine ergebnislose Suche nach dem Frachter. Dabei wurde auch die Küstenlinie der Amsterdam-Insel abgesucht. Sämtliche Suchoperationen wurden schließlich Ende Oktober 1923 erfolglos abgebrochen, weder Trümmer noch Leichen oder gar Überlebende wurden jemals gefunden. Die Baron Blantyre gilt als verschollen. 
Was ursächlich gewesen sein könnte für den Verlust, muss Spekulation bleiben. Meldungen, wonach die Baron Blantyre mit einem Eisberg zusammengestoßen sein könnte, können letztlich nicht bestätigt, aber auch nicht ausgeschlossen werden. Von anderen Schiffen wurde ferner gemeldet, dass in dem Seegebiet, in welchem mutmaßlich der Untergang stattfand, zum möglichen Verlustzeitpunkt sehr stürmisches Wetter herrschte. Möglicherweise hielt der Rumpf des voll beladenen Frachters (die Schiffe des Kriegsnotbauprogramms waren aus schnell gefertigten Baugruppen zusammengesetzt, deren Festigkeit und deren Verbindungen zumindest hinterfragt werden können) den Naturgewalten nicht stand und brach auseinander. Auch könnte eine sogenannte Monsterwelle dem Schiff zum Verhängnis geworden sein. 